# Mohammed Hussein Al Amoudi
Sheikh Mohammed Hussein al-Amoudi (arabisch محمد حسين العمودي, DMG Muḥammad Ḥusayn al-ʿAmūdiyy, amharisch መሀመድ ሁሴን አሊ አላሙዲ Məhəməd Husen ʔəli ʔələmudi; * 28. März 1946 in Addis Abeba) ist ein saudisch-äthiopischer Unternehmer und Milliardär.

## Leben
al-Amoudi wurde als Sohn einer äthiopischen Mutter und eines jemenitischen Vaters in Äthiopien geboren. Dort verbrachte er auch seine Kindheit und Jugend, bis er mit 19 Jahren nach Saudi-Arabien auswanderte und die saudische Staatsangehörigkeit annahm. al-Amoudi ist verheiratet mit Sofia Saleh al-Amoudi und lebt in Äthiopien und Saudi-Arabien. Er hat acht Kinder.
Nach Schätzungen des Forbes Magazine belegt al-Amoudi auf der Liste der reichsten Menschen der Welt mit einem geschätzten Vermögen von 12,5 Milliarden US-Dollar (März 2012) den 61. Platz. Er wäre damit die reichste Person in Äthiopien und der zweitreichste saudische Staatsangehörige weltweit. al-Amoudi besitzt ein breites Portfolio an Unternehmen und Unternehmensbeteiligungen. Diese sind im Wesentlichen konzentriert in zwei Holding-Gesellschaften, Corral Petroleum Holdings und Mohammed International Development Research and Organization Companies (MIDROC). Diese besitzt u. a. das Sheraton-Hotel in Addis Abeba und das Goldbergwerk Lega Dembi ().
Nachdem der saudische König Salman ibn Abd al-Aziz eine Anti-Korruptionskommission unter Leitung seines Sohnes, Kronprinz Mohammed bin Salman, gegründet hatte, ließ diese im November 2017 elf Prinzen, vier Minister, viele Ex-Minister und Geschäftsleute verhaften, darunter den Chef der Nationalgarde, Miteb Bin Abdullah, den Minister für Wirtschaft und Planung, Adel Fakeih, Mohammed al-Amoudi, Bakr bin Laden sowie die Milliardäre al-Walid ibn Talal und Saleh Abdullah Kamel.

## Belege
1. ↑  Profil von Al Amoudi auf Forbes.com. Forbes, März 2012, abgerufen am 10. Juli 2012.
2. ↑  Midroc Gold Mine (Memento vom 22. Dezember 2015 im Internet Archive)
3. ↑  David D. Kirkpatrick, New York Times: Saudi Arabia Arrests 11 Princes, Including Billionaire Alwaleed bin Talal

| Personendaten    | Personendaten                                      |
| ---------------- | -------------------------------------------------- |
| NAME             | Al Amoudi, Mohammed Hussein                        |
| ALTERNATIVNAMEN  | Al Amoudi, Sheikh Mohammed Hussein                 |
| KURZBESCHREIBUNG | saudisch-äthiopischer Geschäftsmann und Milliardär |
| GEBURTSDATUM     | 28. März 1946                                      |
| GEBURTSORT       | Addis Abeba                                        |